# Cathal Hayden
Cathal Hayden, de son nom complet Cathal Sean Hayden, est un musicien nord-irlandais, jouant du violon et banjo, et ayant fait partie des groupes Arcady et Four Men and a Dog. Il réalise également de nombreux concerts en solo.

## Biographie
Cathal Sean Hayden est un violoniste et banjoïste nord-irlandais. Il est né le 13 juillet 1963, à The Rock, dans le comté de Tyrone, province d'Ulster. Troisième enfant d'une fratrie de huit, il baigne dans la musique irlandaise depuis sa naissance. Son père John, joue du banjo et du fiddle, sa mère est pianiste, et ses deux grands-pères jouaient également du violon. Toujours encouragés à faire de la musique, son frère Stephen est également un violoniste accompli.
Régulièrement, sa famille organise des sessions de musique dans le pub leur appartenant, à The Rock, lors desquelles son invités des musiciens de plusieurs régions d'Irlande.
Cathal commence à apprendre la musique sur un banjo ténor, puis apprend le violon. Son père l'amène suivre les compétitions des Fleadh Cheoil à partir de 12 ans, et le jeune Cathal y apprend alors un certain nombre de morceaux et s'initie à d'autres styles de jeu. En 1980, il enregistre son premier album "Handed Down" avec son ami et mentor Arty Mc Glynn, qui l'accompagne à la guitare. Le CD reprend les morceaux que lui a transmis son père au fil des ans.
En 1983 et 1984, il gagne le titre de All-Ireland Fleadh au banjo, et en 1985, il remporte le titre pour la section violon. Il intègre en 1988 le groupe Arcady, créé par Johnny Ringo McDonagh, ancien musicien du groupe De Dannan et joueur de bodhrán accompli. En 1991, après avoir quitté Arcady, Cathal forme le groupe phare Four Men and a Dog. Leur premier CD Barking Mad, produit en 1991, reçoit le prix Folks Roots du meilleur album. À la fin des années 1990, le groupe réalisait des tournées 10 mois par an, ce qui pousse les membres à décider en 1998 de faire une pause.
Pendant ce temps de pause, Cathal développe son répertoire et son style, notamment en rock et bluegrass, aux côtés de Arty Mc Glynn. Ils réalisent ensemble un nouvel album, sorti en 1999, intitulé Cathal Hayden. Il joue également avec l'accordéoniste Máirtín O'Connor, l'accordéoniste chromatique Alan Kelly, l'ancien joueur d'Uilleann pipes du groupe Bothy Band, Paddy Keenan. Il réalise une tournée au Japon avec la famille O'Domhnaill, du Donegal, Maighread, Tríona et Mícheál. Il participe également des concerts en tant qu'invité du groupe de Dónal Lunny.
Le groupe Four Men and a Dog se reforme après quatre ans et sort l'album Maybe Tonight en 2002. Le talent de Cathal Hayden est également mis à profit dans la pièce de Marie Jones, The Blind Fiddler, dont il compose la musique, en partenariat avec Máirtín O'Connor et Cathal Synnott (piano). Chaque représentation de la pièce donne lieu à une prestation sur scène des trois musiciens.

## Discographie
- Handed Down (1988)
- Barking Mad (1991)
- Shifting Gravel (1993)
- Doctor A's Secret Remedies (1995)
- Long Roads (1996)
- Cathal Hayden (1999)
- Maybe Tonight (2002)
- Live in Belfast (2007)
- Crossroads avec Máirtín O'Connor et Seamie O'Dowd (2008)
- Music from the Blind Fiddler, avec Máirtín O'Connor, Cathal Synnott, Seamus O’Dowd et PJ McDonald
- Hooked on Banjo (2016)